# Cactosoma
Cactosoma is een geslacht van zeeanemonen uit de klasse van de Anthozoa (bloemdieren).

## Soorten
- Cactosoma abyssorum Danielssen, 1890
- Cactosoma arenarium Carlgren, 1931
- Cactosoma asperum (Stephenson, 1918)
- Cactosoma chilense (McMurrich, 1904)